# غريغ بست (لاعب كرة قدم أمريكية)
غريغ بست (بالإنجليزية: Greg Best)‏ هو لاعب كرة قدم أمريكية أمريكي، ولد في 14 يناير 1960.

## وصلات خارجية
- غريغ بست على موقع مرجع كرة القدم المحترفة.كوم (الإنجليزية)